# Società Sportiva Pro Livorno (1919-1922)
L'Associazione Sportiva Dilettantistica Pro Livorno 1919 Sorgenti, nota semplicemente come Pro Livorno Sorgenti o storicamente come Società Sportiva Pro Livorno, è una società calcistica con sede a Livorno, in attività dal 1919. Milita in Eccellenza, quinta serie del campionato italiano di calcio.
In seguito alla rifondazione del Livorno e la sua conseguente ripartenza dall’Eccellenza, nella stagione 2021-2022 la Pro Livorno, militante in Serie D, è stata (per categoria) la principale squadra di Livorno.

## Storia
Fondata nel 1919, la compagine bianco-verde partì dalla Terza Categoria Toscana, il più basso livello del calcio italiano dell'epoca. Nella sua prima stagione, quella del 1919-1920, vinse immediatamente il girone A della sezione II della Terza Categoria Toscana, con due punti, venendo quindi promossa nel campionato di Promozione, il secondo livello dell'epoca.
Nella stagione 1920-1921, la Pro Livorno riuscì nell'impresa di vincere il campionato toscano di Promozione, conquistando 11 punti in 6 partite e venendo quindi promossa in Prima Categoria, la massima serie dell'epoca.
Nella stagione 1921-1922 il campionato di Prima Categoria era strutturato in eliminatorie regionali gestite dai Comitati Regionali, le cui vincenti (o campioni regionali) si sarebbero sfidate nelle semifinali nazionali, consistenti in due gironi da tre squadre ciascuno. Le vincenti dei gironi di semifinale si contendevano infine il titolo nazionale (quello che oggi verrebbe definito scudetto, simbolo tuttavia introdotto solo nel 1924) nella finale nazionale. A quel campionato non parteciparono tuttavia le 24 maggiori squadre italiane che per protesta avevano abbandonato la FIGC costituendo una federazione e un campionato indipendente, quello della CCI.
La Pro Livorno riuscì nell'impresa di vincere il campionato toscano con 15 punti, qualificandosi così alle Semifinali nazionali, dove fu inserito nel Girone A: chiuse al terzo e ultimo posto con un solo punto conquistato in quattro gare, non riuscendo quindi a qualificarsi alla finale scudetto. In Coppa Italia la compagine bianco-verde fu eliminata dal Vado che avrebbe poi vinto a sorpresa la competizione.
Quando, nell'estate del 1922, le società che avevano partecipato al campionato CCI raggiunsero un accordo con la FIGC e decisero quindi di rientrare nei ranghi federali, fu stilato un piano di riforma dei campionati. Il Compromesso Colombo, che ammise la Pro Livorno direttamente nella nuova massima serie a 36 squadre, senza costringerla ad affrontare degli spareggi salvezza, questo in virtù della qualificazione alle semifinali nazionali. Tuttavia, a inizio settembre del 1922, in concomitanza con la premiazione dei giocatori bianco-verdi per la vittoria del campionato toscano di Prima Categoria 1921-1922, la Pro Livorno e i concittadini dell'U.S. Livorno, entrambe partecipanti alla massima serie (gli amaranto erano stati inseriti nel girone B, i bianco-verdi nel girone C), decisero di fondersi. La nuova società mantenne il nome di Unione Sportiva Livorno.
Dopo la liberazione di Livorno dai nazifascisti (19 luglio 1944) la Pro Livorno fu rifondata come società polisportiva dall'antifascista Ricciotti Paggini. La casacca, come in precedenza, era biancoverde. All'epoca la storica società U.S. Livorno era rimasta inattiva mentre era stata costituita una nuova società dalla casacca amaranto, l'U.S. Livorno 1944, che ne rivendicava l'eredità. A metà aprile 1945, con il campionato toscano di guerra già cominciato da circa due settimane, la S.S. Pro Livorno assorbì la vecchia U.S. Livorno acquisendone il titolo sportivo di Serie A: la società sorta dalla fusione, in effetti, conservò la denominazione S.S. Pro Livorno e la casacca bianco-verde con la mera aggiunta di uno scudetto amaranto al centro. I biancoverdi della S.S. Pro Livorno e gli amaranto dell'U.S. Livorno 1944 si scontrarono tra loro nelle finali provinciali del campionato toscano di guerra: a prevalere per 4-1 nell'incontro decisivo dell'8 luglio 1945 fu la Pro Livorno che si qualificò così alla finalissima contro la Fiorentina. Furono però i gigliati a conquistare il titolo di campione toscano di guerra imponendosi per 3-1 nell'incontro decisivo del 29 luglio 1945. Nel frattempo, fin da aprile, erano in corso le trattative per una ulteriore fusione con l'U.S. Livorno 1944. Il 5 agosto 1945, in una riunione degli sportivi labronici nella sede del Partito socialista e sotto la presidenza dei dirigenti della Pro Livorno, fu stabilito che la nuova società sorta dalla fusione avrebbe assunto la denominazione U.S. Pro Livorno e gli stessi colori sociali del Livorno (l'amaranto): di fatto, dunque, la società biancoverde venne assorbita nella compagine amaranto che tuttavia mantenne la denominazione Pro Livorno per un anno prima di riprendere la storica denominazione U.S. Livorno.
Seguì una nuova rifondazione della compagine biancoverde della Pro Livorno che ricomparve nella stagione 1947-1948 nel girone O della Serie C gestito dalla Lega Interregionale Centro, allenata da Enrico Carpitelli. Il pessimo piazzamento (penultimo posto) comportò la retrocessione nel campionato regionale di Prima Divisione. La Pro Livorno precipitò così negli ultimi livelli del calcio dilettantistico regionale, e tra la seconda metà degli anni sessanta e la prima metà degli anni settanta militava stabilmente in Seconda Categoria, penultimo livello della piramide calcistica italiana. 
Nella stagione 1998-1999 la "Pro Livorno 1919" si classifica al secondo posto venendo promossa in Prima Categoria. Nel 2010 la Pro Livorno si fonde con il Sorgenti, società polisportiva sorta nel 1974 e fusasi già nel 2002 con l'Atletico Labrone. La nuova società, la "Pro Livorno 1919 Sorgenti", conquista al termine della stagione 2019-2020 la promozione in Serie D, restandovi per due anni.

## Colori e simbolo
I colori della Pro Livorno erano il bianco e il verde, gli stessi colori della SPES Livorno (squadra che nel 1915 si era fusa con la Virtus Juventusque per costituire l'Unione Sportiva Livorno).
I colori rimasero gli stessi fino alla fusione con l'U.S. Livorno avvenuta nel 1922. La nuova società risultante dalla fusione mantenne il nome dell'Unione Sportiva Livorno, ma i suoi colori erano una "fusione" tra quelli dell'US Livorno e quelli della Pro Livorno. Se infatti da un lato la maglia della nuova squadra risultante dalla fusione conservava i colori amaranto del Livorno, dall'altro presentava una striscia orizzontale verde-bianco-verde che richiamava i colori sociali della Pro Livorno.

## Palmarès

### Competizioni regionali
- Eccellenza: 1

2019-2020 (girone A)

### Competizioni giovanili
- Campionato Nazionale Juniores: 1

2021-2022